# Chernel Ferdinánd
Chernelházi Chernel Ferdinánd (Tömörd, Vas vármegye, 1815. október 23.- Tömörd, 1891. július 20.), Vas vármegye alispánja,  királyi tanácsos, táblabíró, birtokos, a Vas megyei református egyházmegye gondnoka.

## Családja és származása
A régi nemesi református chernelházi Chernel család sarja. Apja chernelházi Chernel György (1776–1833), 1797-ben a nemesi felkelők alhadnagya, Vas vármegye táblabírája, anyja domanoveci Zmeskál Terézia (1777–1820) volt. Apai nagyszülei chernelházi Chernel Jób (1737–1783), birtokos, és Magyary-Kossa Julianna (1750–1779) voltak. Anyai nagyszülei domanoveci Zmeskál Sámuel, földbirtokos és tsoóri Mecséry Zsuzsanna voltak. Az egyik sógora felsőőri Bertha Antal (1808–1874), Vas vármegye főjegyzője és követe, földbirtokos. A másik sógora dukai és szentgyörgyvölgyi Széll József (1801-1871), Vas vármegye főispánja, alispánja, országgyűlési képviselő, akinek a felesége felsőeőri Bertha Julianna (1817-1873) volt. Unokaöccse dr. Széll Kálmán (1843–1915) politikus, miniszterelnök, pénzügyminiszter volt.

## Élete
Kőszegre, majd Pápára járt általános iskolába. Kőszegen kedves tanítója volt Széky Béla és a Hégel filozófiáját magyarázó Tarczy. Pozsonyban kezdett jogot tanulni, azonban tanulmányait Pesten végezte be, ahol egy évig a királyi táblánál is gyakornokoskodott mint jegyző. Hamarosan visszatért Vas vármegyébe, ahol 1840-ben táblabíró, majd két év múlva szolgabíró, és 1845-ben pedig a kőszegi járás főszolgabírája lett.
Az alkotmány felfüggesztésekor ősei birtokára vonult vissza, és családja körében gazdálkodással foglalkozott. Csendes magányából 1861-ben az alkotmányosság felcsillanása rövid időre ismét előbbi helyére szólított, mig a megyék rendezésekor 1871. december 19.-én Vas vármegye alispánjává választották; ezt 6 évig lelkiismeretes kitartással viselte, létesítvén az igen jó hírnevű, gazdag alapítványokkal rendelkező szombathelyi árvaházat. Ekkor hivatalát letévén, magányába vonult, és csak a megyei központi, közigazgatási bizottságok ülésein, a Deák Ferenc és a Nagy Sándor alapítványok, valamint a megyei árvaház kezelő bizottságainak gyűlésein vett részt. 1877-ben a következő vasi alispánná pedig unokaöccsét, dukai és szentgyörgyvölgyi dr. Széll Ignác (1845-1914) urat választották meg. 1878. április 16-án Chernel a Vas megyei az egészségügyi bizottság tagjává vált.
Munkásságát korán igénybe vette a református egyház is. Az őrségi vasi református egyházmegye 1850-ben tanácsbíróvá választotta. 1865-ben pedig segédgondnokká nevezte ki. Hivatalát Pap Gábor püspök kérésére 1878-ban is megtartotta, és mint ilyen a debreceni alkotmányozó zsinat tanácskozásaiban élénk részt vett. Az egyház és a vallás körül szerzett érdemei elismeréséül legfelsőbb helyről a királyi tanácsosi címmel tüntették ki.

## Házasság és leszármazottjai
1841. február 8.-án Rábahídvégén feleségül vette a római katolikus ősrégi nemesi felsőeőri Bertha család sarját, felsőeőri Bertha Mária Emília (*Rábahídvég, 1820. november 12.-†Tömörd, 1893. július 10.) kisasszonyt, akinek a szülei felsőeri Bertha Ignác (1780-1847), Vas vármegye alispánja, és lovászi és szentmargitai Sümeghy családból való lovászi és szentmargitai Sümeghy Judit (1792-1880) asszony voltak. Az apai nagyszülei felsőőri Bertha Márton (1755–1786), kányavári és rábahídvégi földbirtokos, és nemes Lancsics Klára (1756-1824) voltak. Az anyai nagyszülei lovászi és szentmargitai Sümeghy József (1757–1832), zalai alispán, királyi tanácsos, táblabíró, földbirtokos és lovászi Jagasics Julianna (1775–1804) voltak. Chernel Ferdinándné Bertha Emíliának az anyai nagybátyja lovászi és szentmargitai Sümeghy Ferenc (1819-1869) országgyűlési képviselő, földbirtokos, aki Deák Ferenc jó barátja is volt. Chernel Ferdinándné Bertha Emília nagynénje Sümeghy Mária (1823–1903), akinek a férje nemes Kerkapoly Mór (1821–1888), 1848-as huszár őrnagy, országgyűlési képviselő, földbirtokos. Chernel Ferdinánd és felsőeőri Bertha Emília frigyéből született:
- chernelházi Chernel Géza (*Tömörd, 1841. december 12.–†Sopron, 1858. június 6.), a soproni Evangélikus Gimnázium tanulója.
- chernelházi Chernel Irma (*Rábahídvég, 1843. június 21.–†Szigliget, 1906. július 27.). 1. férje: nádasdi Sárközy Ödön (*Nagybajom, 1838. május 25.–†Kaposvár, 1872. augusztus 20.).[4] 2. férje: báró kimpáni és sautitzi Puteáni Géza (*Szigliget, 1847. január 9.–†Balatonederics, 1920. március 21.), földbirtokos.
- chernelházi Chernel Paulina (Tömörd, 1845. április 21.–†Rábahídvég, 1917. április 2.). Férje: báró Seebach Rezső (Eisenach, 1835. szeptember 7.–†Rábahídvég, 1904. május 9.)., cs. és kir. lovaskapitány.[5]
- chernelházi Chernel Vilma (Tömörd, 1847. május 19.–†Szigliget, 1869. január 21.). Férje: báró kimpáni és sautitzi Puteáni Ödön (Szigliget, 1840. november 16.–†?), Zala vármegye törvényhatósági bizottságának és nemesi választmánynak a tagja, földbirtokos.
- chernelházi Chernel Ilona (Tömörd, 1850. január 17.–†Szigliget, 1874. július 28.). Férje: báró kimpáni és sautitzi báró Puteáni Ödön (Szigliget, 1840. november 16.–†?), Zala vármegye törvényhatósági bizottságának és nemesi választmánynak a tagja, földbirtokos.
- chernelházi Chernel György (*Chernelháza, 1863. február 13.–†Tömörd, 1910. november 12.), országgyűlési képviselő. Felesége: uzoni Béldi Eliz